# Design Bureau "Artillery Armament"
Il Design Bureau "Artillery Armament" (in ucraino Конструкторське бюро «Артилерійське озброєння»?, Konstruktors'ke bjuro «Artylerijs'ke ozbrojennja», letteralmente Ufficio di progettazione "Armamento di artiglieria"; acronimo KBAO, in ucraino КБАО?) è un'azienda statale ucraina specializzata nella produzione di cannoni e relativo munizionamento per carri armati e altri veicoli corazzati.
Le origini dell'azienda risalgono al 25 maggio 1986, quando venne fondato a Kiev lo stabilimento KB-86, trasformato dopo il crollo dell'Unione Sovietica nel 1992 nel KB-A (in ucraino Конструкторське бюро артилерії?, Konstruktors'ke bjuro artylerії, in inglese Artillery Design Bureau). Il 28 ottobre 2005, per ordine del Ministero della politica industriale dell'Ucraina, è stata creata l'attuale KBAO in seguito alla fusione con l'Ufficio di progettazione di equipaggiamento speciale (in ucraino Конструкторське бюро спецтехніки?, Konstruktors'ke bjuro spectechniky) e il Complesso tecnico-scientifico di artiglieria e armi da tiro (in ucraino Науково-технічний центр артилерійсько-стрілецького озброєння?, Naukovo-techničnyj centr artylerijs'ko-strilec'koho ozbrojennja).
Lo stabilimento produce cannoni per diversi scopi, utilizzando una particolare lavorazione elettrochimica per realizzare la rigatura della canna in pezzi lunghi fino a 5,5 m. Nel periodo 2014-2015, in seguito allo scoppio della guerra del Donbass, ha aumentato enormemente la produzione, passando da 15 a 65 unità al mese. In un anno ha prodotto oltre 500 cannoni 2A72 per BMP-2, BTR-3, BTR-4, e ha continuato a fornire questo modello per gli anni successivi. L'azienda fornisce questi pezzi alle industrie che si occupano della produzione dei veicoli corazzati, come la Kharkiv Morozov, la Kyiv Armoured Plant e la Zhytomyr Armoured Plant.